# 아펜니노산맥
아펜니노산맥(이탈리아어: Appennini, Appennino, 문화어: 아페닌 산맥)은 이탈리아반도를 종단하는 긴 산맥이다. 길이는 약 1,200 km, 너비는 약 30~250 km이고, 최고봉은 코르노그란데산으로 2,912 m이다. 아펜니노산맥은 크게 북부, 중부, 남부의 세 부분으로 구성되어 있다.